# Krampus

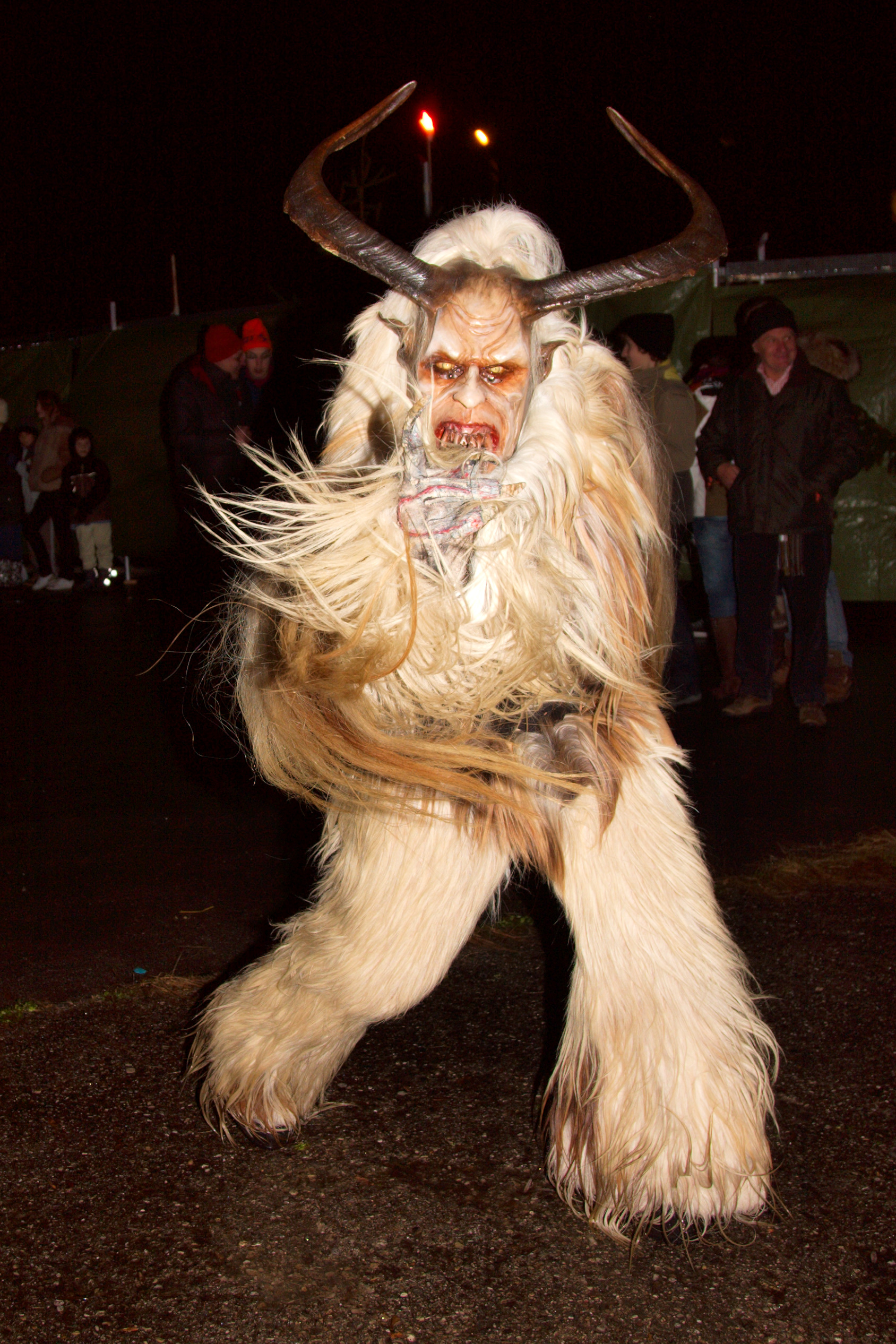
Tạo hình Krampus ở Salzburg

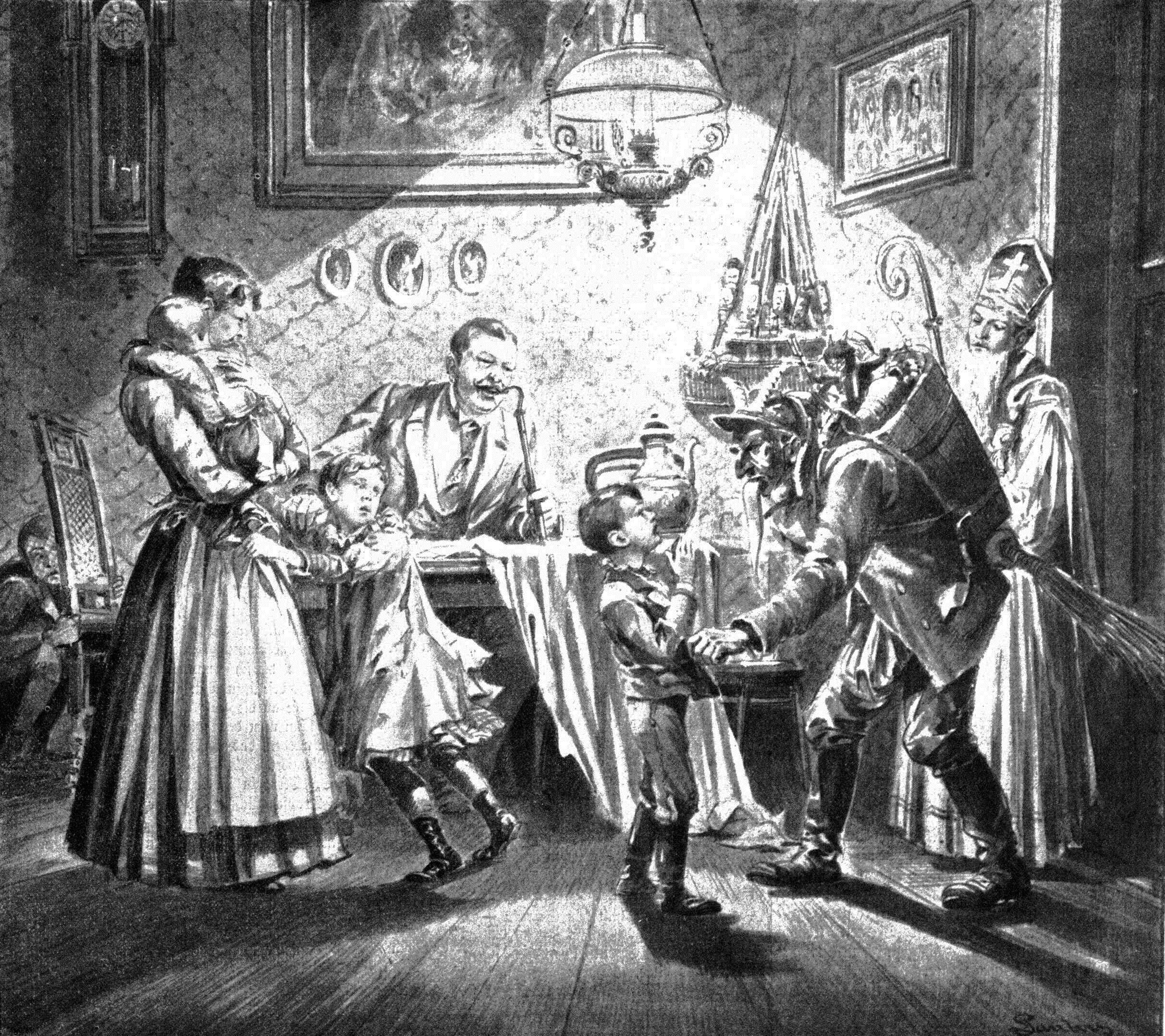
Krampus và Thánh Nicholas thăm một gia đình ở thủ đô Viên-Áo năm 1896.

Trong văn hóa dân gian nước Đức, Krampus được biết đến với hình dáng người sinh vật rậm lông có gương mặt giận dữ, với hai sừng dài cong trên đầu giống con dê, đuôi dài cùng chiếc lưỡi thè dài đỏ lòm, và thường đi với Thánh Nicholas (ở những vùng có cộng đồng người Áo). Krampus thường trừng phạt những trẻ em không ngoan - trái ngược với Nicholas khi đem quà đến trẻ em ngoan trong năm qua. Krampus sẽ đánh đòn những đứa trẻ ấy bằng bó cây bạch dương hay lông đuôi ngựa, ném chúng vào bao tải hay chiếc thúng bện bằng cây liễu gai và đưa xuống địa ngục sống trong một năm. Ngày nay, Krampus đã trở thành hình tượng thịnh hành trong văn hóa đại chúng ở Mỹ nhờ truyền thông và phim ảnh (bộ phim Krampus: Ác mộng đêm Giáng sinh).

## Nguồn gốc

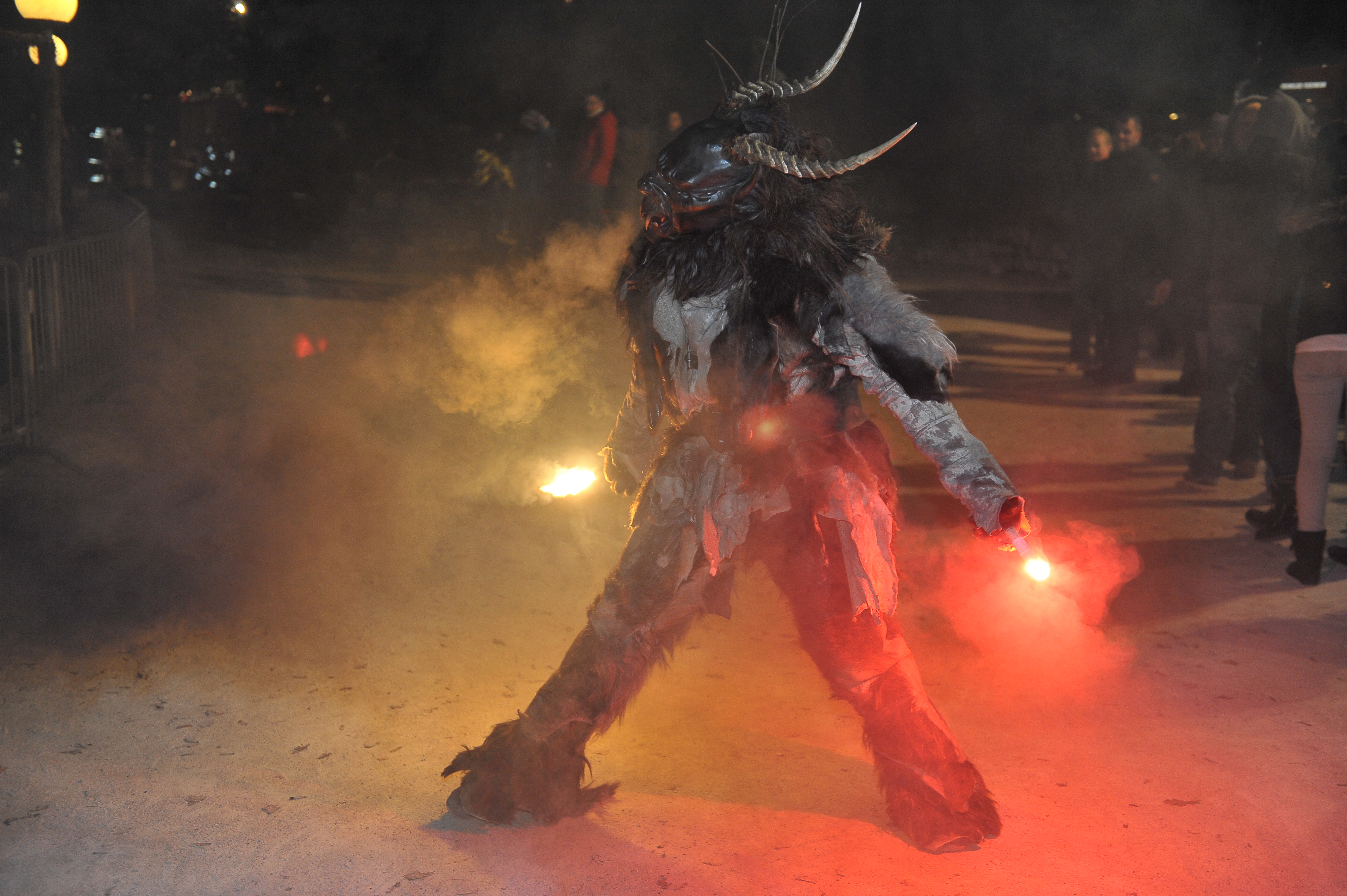
Tạo hình của Krampus